# 江苏九所高校百年联合庆典
江苏九所高校百年联合庆典是2002年5月南京大学、东南大学、南京师范大学、南京农业大学、河海大学、南京林业大学、南京工业大学、江南大学、江苏大学等9所高校建校、办学100周年联合庆典。也被认为是中央大学的100周年校庆。

## 历史
南京大学、东南大学、南京师范大学、河海大学、南京工业大学、南京农业大学、南京林业大学、江苏大学、江南大学九校在1952年院系调整后独立发展并合至今。

## 与中央大学的关系
- 文、理学院：南京大学
- 工学院：南京工学院(今东南大学)、华东水利学院、华东航空学院；南京工学院后来又分出无锡轻工业学院(今江南大学)、南京化工学院(1958，今南京工业大学)、镇江农业机械学院（1960，今江苏大学）。
- 农学院：南京农学院、南京林学院
- 师范学院：南京师范学院
- 医学院：第五军医大学(校址为今天东南大学医学院)